# Gander Green Lane
Il Gander Green Lane, ufficialmente noto come VBS Community Stadium, è un impianto sportivo situato nel quartiere di Sutton, a Londra. È la sede delle partite casalinghe del Sutton United Football Club. Lo stadio ha una capacità di 7.032 posti .

## Storia
L'impianto fu inaugurato nel 1912 e inizialmente utilizzato per partite di calcio amatoriali. Durante la Seconda Guerra Mondiale, fu adibito ad uso agricolo come parte dello sforzo bellico britannico, e solo dopo il conflitto il campo tornò a essere utilizzato per il calcio.
Negli anni '50 e '60, lo stadio fu sottoposto a diversi interventi di ampliamento e miglioramento. Nel 1951 fu costruita l'attuale tribuna principale, segnando un passo significativo verso la modernizzazione dello stadio.
Uno degli eventi storici più significativi che si sono svolti a Gander Green Lane fu l'incontro di FA Cup del 1970 contro il Leeds United, che attirò un pubblico record di 14.000 spettatori. Nel 1989, il Sutton United ottenne una delle vittorie più celebri della sua storia, battendo il Coventry City per 2-1 in FA Cup, diventando l'ultima squadra non appartenente alla Football League a battere una squadra di prima divisione fino al 2013.
Nel 2015, per migliorare le condizioni di gioco, è stato installato un campo in erba sintetica 3G. Questa innovazione ha permesso allo stadio di essere utilizzato in modo più versatile, indipendentemente dalle condizioni meteorologiche.
Dal 2023, l'impianto ospita le partite casalinghe della sezione femminile del Crystal Palace, compagine del vicino sobborgo di Croydon e militante nella Women's Championship, secondo livello del campionato femminile inglese di calcio.

## Strutture
Gander Green Lane dispone di una tribuna principale coperta e tre settori di gradinate coperte, oltre a diverse aree di terrazze scoperte. Lo stadio offre inoltre diversi servizi ai tifosi, tra cui un bar ed un negozio del club.

## Accessibilità e Trasporti
Lo stadio è facilmente accessibile grazie alla vicinanza alla stazione ferroviaria di West Sutton, situata nei pressi dell'ingresso principale. Per chi arriva in auto, ci sono opzioni di parcheggio nelle strade circostanti.

## Incontri Internazionali
| Data           | In casa      | Risultato | Ospiti      | Competizione                               |
| -------------- | ------------ | --------- | ----------- | ------------------------------------------ |
| 25 agosto 2016 | Barawa       | 0 - 5     | Tamil Eelam | Qualificazioni Coppa del mondo CONIFA 2018 |
| 26 agosto 2016 | Barawa       | 2 - 3     | Tamil Eelam | Qualificazioni Coppa del mondo CONIFA 2018 |
| 28 agosto 2016 | Isole Chagos | 1 - 5     | Tamil Eelam | Qualificazioni Coppa del mondo CONIFA 2018 |

Il 31 gennaio del 2018 fu nominato come uno dei 10 stadi in cui saranno disputate le partite del Mondiale CONIFA 2018, allora tenutosi in Inghilterra, ospitando 6 partite.
| Data           | In casa       | Risultato | Ospiti         | Competizione                |
| -------------- | ------------- | --------- | -------------- | --------------------------- |
| 31 Maggio 2018 | Ellan Vannin  | 4 - 1     | Cascadia       | Coppa del mondo CONIFA 2018 |
| 31 Maggio 2018 | Padania       | 6 - 1     | Matabeleland   | Coppa del mondo CONIFA 2018 |
| 5 Giugno 2018  | Barawa        | 0 - 8     | Cipro del Nord | Coppa del mondo CONIFA 2018 |
| 5 Giugno 2018  | Transcarpazia | 3 - 1     | Cascadia       | Coppa del mondo CONIFA 2018 |
| 7 Giugno 2018  | Tamil Eelam   | 4 - 3     | Tuvalu         | Coppa del mondo CONIFA 2018 |
| 7 Giugno 2018  | Barawa        | 0 - 5     | Panjab         | Coppa del mondo CONIFA 2018 |